# Sobór św. Jerzego w Modlinie
Cerkiew św. Jerzego – nieistniejąca cerkiew w kompleksie Twierdzy Modlin.
Kamień węgielny pod budowę świątyni został położony w 1835. W założeniach projektantów twierdzy miała być to najważniejsza z kilku wojskowych cerkwi prawosławnych na jej terenie. Przy budowie cerkwi posłużono się projektem wykonanym przez Andrzeja Gołońskiego dla cerkwi wojskowej w Cytadeli Warszawskiej. 7 lipca 1837 miało miejsce uroczyste poświęcenie gotowej świątyni. Mogła ona jednorazowo pomieścić 700 wiernych. W 1896 w soborze modlił się car Mikołaj II, który na pamiątkę swojej wizyty ufundował dla świątyni ikonę św. Jerzego Zwycięzcy.
Cerkiew reprezentowała styl klasycystyczny. Podobnie jak cerkiew w Cytadeli Warszawskiej, została zbudowana na planie krzyża greckiego. Fasadę budynku zdobił rząd pilastrów oraz płaskorzeźba Oka Opatrzności. Ponad wejściem do obiektu znajdowała się wieża-dzwonnica zdobiona fryzami, na której znajdowało się siedem dzwonów. Wnętrze podzielono na trzy nawy z trzema ikonostasami i ołtarzami: św. Jerzego, świętych Wiery, Nadziei i Luby oraz ich matki Zofii, a po 1903 także św. Serafina z Sarowa.
Duchowieństwo z cerkwi opiekowało się wojskowym cmentarzem położonym na terenie Nowego Modlina i istniejącą na nim kaplicą Ikony Matki Bożej „Wszystkich Strapionych Radość”.
Po I wojnie światowej cerkiew przemianowano na garnizonowy kościół katolicki pw. św. Barbary. Podczas II wojny światowej kościół został lekko uszkodzony i mimo niewielkich zniszczeń został rozebrany w latach 50. XX w. Jedyną pozostałą pamiątką ze świątyni są dwa zwieńczające wieże krzyże.